# امریندر سینگ
امریندر سینگ (انگلیسی: Amrinder Singh؛ زادهٔ ۲۷ مهٔ ۱۹۹۳) بازیکن فوتبال اهل هند است.
از باشگاه‌هایی که در آن بازی کرده‌است می‌توان به باشگاه فوتبال بنگالورو اشاره کرد.
وی همچنین در تیم‌های ملی فوتبال India U23 و هند بازی کرده‌است.